# 毛髮學
毛髮學（英語：Trichology）是皮肤病学中的分支，是有關頭髮及頭皮的科學及醫學研究。
毛髮學家（英語：Trichologists）是頭髮及頭皮的專科醫生，診斷脫髮、毛发變薄、變少的原因，以及其他頭皮疾病的原因，並依病因進行治療。
對於脫髮及頭髮護理的關注起源於1860年倫敦的理髮院。後來到1902年，這樣的關注形成了毛髮學。Institute of Trichologists在1902年建立 。此領域的第一個期刊《International Journal of Trichology》在2009年創刊。

## 疾病
- 脫髮
  - 圓禿
  - 全身性禿髮（英语：Alopecia universalis）
  - Frictional alopecia（英语：Frictional alopecia）
  - 前額纖維化禿髮（英语：Frontal fibrosing alopecia）
  - 短生长期症候群（英语：Loose anagen syndrome）
  - 脂溢性脱发
  - 瘢痕性（英语：Scarring hair loss）及非瘢痕性禿髮（英语：non scarring hair loss）

- 髮色
  - 突發性白髮（英语：Canities subita）
  - 早發性白髮（英语：Premature greying of hair）

- 髮根及毛囊疾病
  - 休止期脫髮
  - 小棘狀毛壅症（英语：Trichostasis spinulosa）
- 先天性遗传多毛症
  - 睫毛粗长症（英语：Trichomegaly）

- 病原性疾病
  - 奧杜盎小孢子菌（英语：Microsporum audouinii）
  - Horta氏毛孢子菌（英语：Piedraia hortae）
  - 頭癬
  - 黃菌毛症

## 診斷
- 血液检查
  - 维生素缺乏症
- 毛髮分析（英语：Hair analysis）
  - 頭皮活檢
- 漢密爾頓-諾伍德量表（英语：Hamilton–Norwood scale）及路德維希量表（英语：Ludwig scale）
- 頭皮鏡（英语：Trichoscopy）

## 子分科
以下是一些毛髮學的子分科：
- 毛髮複製（英语：Hair cloning）

- 脱毛

- 落髮管理（英语：Management of hair loss）
  - 植髮

### 美容
- 頭髮照顧
  - 捲髮女孩方法（英语：Curly Girl Method）

- 衛生 
  - 乾洗髮精（英语：Dry shampoo）

## 治療
- 膠原蛋白誘導療法（英语：Collagen induction therapy）
  - 微針
- 低強度雷射治療（英语：Low-level laser therapy）
- 高濃度血小板血漿
- 口服或外用藥物
  - 抗雄激素或5α-還原酶抑制劑（英语：5α-Reductase inhibitor）
    - 度他雄胺（適尿通）、非那雄胺

  - 抗真菌药
    - 酮康唑

  - 抗高血压药
    - 米诺地尔

## 期刊
- 《國際毛髮學雜誌（英语：International Journal of Trichology）》
- 《毛髮學和美容學》